# Mërgim Brahimi
Mërgim Brahimi (* 8. August 1992 in Istog, BR Jugoslawien, heute Kosovo) ist ein kosovarisch-albanisch-schweizerischer Fussballspieler.

## Leben und Karriere
Brahimi wurde als Kosovoalbaner in Istog geboren und zog im Alter von zwei Jahren nach Zürich in die Schweiz. Sein erster Jugendverein war der FC Red Star Zürich, für den er von 1997 bis 2007 spielte. Danach wechselte er zu den Grasshoppers. Ab 2010 war er in der zweiten Mannschaft des Vereins aktiv und durfte ein Jahr später auch in der ersten Mannschaft. Hier wurde er 2013 Schweizer Pokalsieger. Im Folgenden wurde er jedoch nicht mehr für die Grasshoppers eingesetzt, sondern zum Erstligaaufsteiger FC Aarau und zum Zweitligisten FC Wohlen verliehen, der ihn 2014 kaufte. Nach einer Saison wechselte er jedoch zurück zu den Grasshoppers. Dann ging es 2018 weiter zu Panionios Athen und zuletzt spielte er für den FC Wil. Bei den Äbtestädtern beendete auf das Saisonende 2024/25 seine Profikarriere. In einem Video begründete er sein Profikarriereende damit, dass er sich mehr auf seinen seit drei Jahren in der Finanzbranche ausgeübten Beruf und insbesondere Weiterbildungen konzentrieren möchte. Er würde allerdings weiter Fussball spielen. Er unterschrieb schliesslich beim SC YF Juventus Zürich in der viertklassigen 1. Liga.
Brahimis erste Nationalmannschaft war die albanische U-21, in der ein Tor in zehn Spielen schoss. Danach debütierte er für die A-Mannschaft am 27. Mai 2012 gegen den Iran. Es folgten drei Tore in 11 Spielen für die Schweizer U-21, bevor er am 10. Oktober 2015 gegen Äquatorialguinea für die neue Nationalmannschaft des Kosovo debütierte, die erst nach seinem Länderspiel für Albanien die Erlaubnis der FIFA bekam offizielle Spiele gegen FIFA-Mitglieder zu bestreiten. Somit durfte er seine Nationalmannschaft noch einmal wechseln. Bei seinem Debüt schoss er zudem ein Tor. Brahimi spielte auch im Spiel danach gegen Albanien und ebenfalls für den Kosovo, als dieser sein erstes Spiel nach dem Eintritt in die FIFA gegen Färöer bestritt.

## Erfolge
- Schweizer-Cup-Sieger: 2012/13 mit Grasshopper Club Zürich